# Sainte-Agnès (Isère)
Pour les articles homonymes, voir Sainte-Agnès.
Sainte-Agnès est une commune française située dans le département de l'Isère en région Auvergne-Rhône-Alpes, dans la chaîne de Belledonne.

## Géographie

### Situation et description
Sainte-Agnès se trouve en France, sur les balcons de la chaîne de Belledonne, dans une vallée latérale de la vallée du Grésivaudan, creusée par le torrent du Vorz. Son altitude maximale est de 2 977 mètres pour le Grand pic de Belledonne.

### Communes limitrophes
| Villard-Bonnot        | Laval-en-Belledonne |                                               |
| Saint-Mury-Monteymond | Sainte Agnès        |                                               |
|                       | La Combe-de-Lancey  | Allemond (Communauté de communes de l'Oisans) |

Voici ci-dessous une carte représentant le découpage territorial des communes limitrophes :

### Climat
Pour des articles plus généraux, voir Climat d'Auvergne-Rhône-Alpes et Climat de l'Isère.
En 2010, le climat de la commune est de type climat de montagne, selon une étude du Centre national de la recherche scientifique s'appuyant sur une série de données couvrant la période 1971-2000. En 2020, Météo-France publie une typologie des climats de la France métropolitaine dans laquelle la commune est exposée à un climat de montagne ou de marges de montagne et est dans la région climatique  Alpes du nord, caractérisée par une pluviométrie annuelle de 1 200 à 1 500 mm, irrégulièrement répartie en été. 
Pour la période 1971-2000, la température annuelle moyenne est de 9,6 °C, avec une amplitude thermique annuelle de 18,1 °C. Le cumul annuel moyen de précipitations est de 1 400 mm, avec 10,3 jours de précipitations en janvier et 8,3 jours en juillet. Pour la période 1991-2020, la température moyenne annuelle observée sur la station météorologique de Météo-France la plus proche, « Grenoble - Lvd », sur la commune du Versoud à 5 km à vol d'oiseau, est de 12,6 °C et le cumul annuel moyen de précipitations est de 981,1 mm,. Pour l'avenir, les paramètres climatiques de la commune estimés pour 2050 selon différents scénarios d'émission de gaz à effet de serre sont consultables sur un site dédié publié par Météo-France en novembre 2022.

### Hydrographie
Le torrent ou ruisseau du Vorz prend sa source sur la commune de Sainte-Agnès au niveau du cirque du Boulon. Il est alimenté sur la commune par le Ruisseau du Rif avant de venir se jeter dans l'Isère au niveau de la commune de Villard-Bonnot.

## Urbanisme

### Typologie
Au 1er janvier 2024, Sainte-Agnès est catégorisée commune rurale à habitat dispersé, selon la nouvelle grille communale de densité à sept niveaux définie par l'Insee en 2022.
Elle est située hors unité urbaine. Par ailleurs la commune fait partie de l'aire d'attraction de Grenoble, dont elle est une commune de la couronne,. Cette aire, qui regroupe 204 communes, est catégorisée dans les aires de 700 000 habitants ou plus (hors Paris),.

### Occupation des sols
L'occupation des sols de la commune, telle qu'elle ressort de la base de données européenne d’occupation biophysique des sols Corine Land Cover (CLC), est marquée par l'importance des forêts et milieux semi-naturels (86,2 % en 2018), une proportion identique à celle de 1990 (86,2 %). La répartition détaillée en 2018 est la suivante : 
forêts (43 %), espaces ouverts, sans ou avec peu de végétation (35,6 %), prairies (13,7 %), milieux à végétation arbustive et/ou herbacée (7,6 %), zones urbanisées (0,2 %). L'évolution de l’occupation des sols de la commune et de ses infrastructures peut être observée sur les différentes représentations cartographiques du territoire : la carte de Cassini (XVIIIe siècle), la carte d'état-major (1820-1866) et les cartes ou photos aériennes de l'IGN pour la période actuelle (1950 à aujourd'hui).

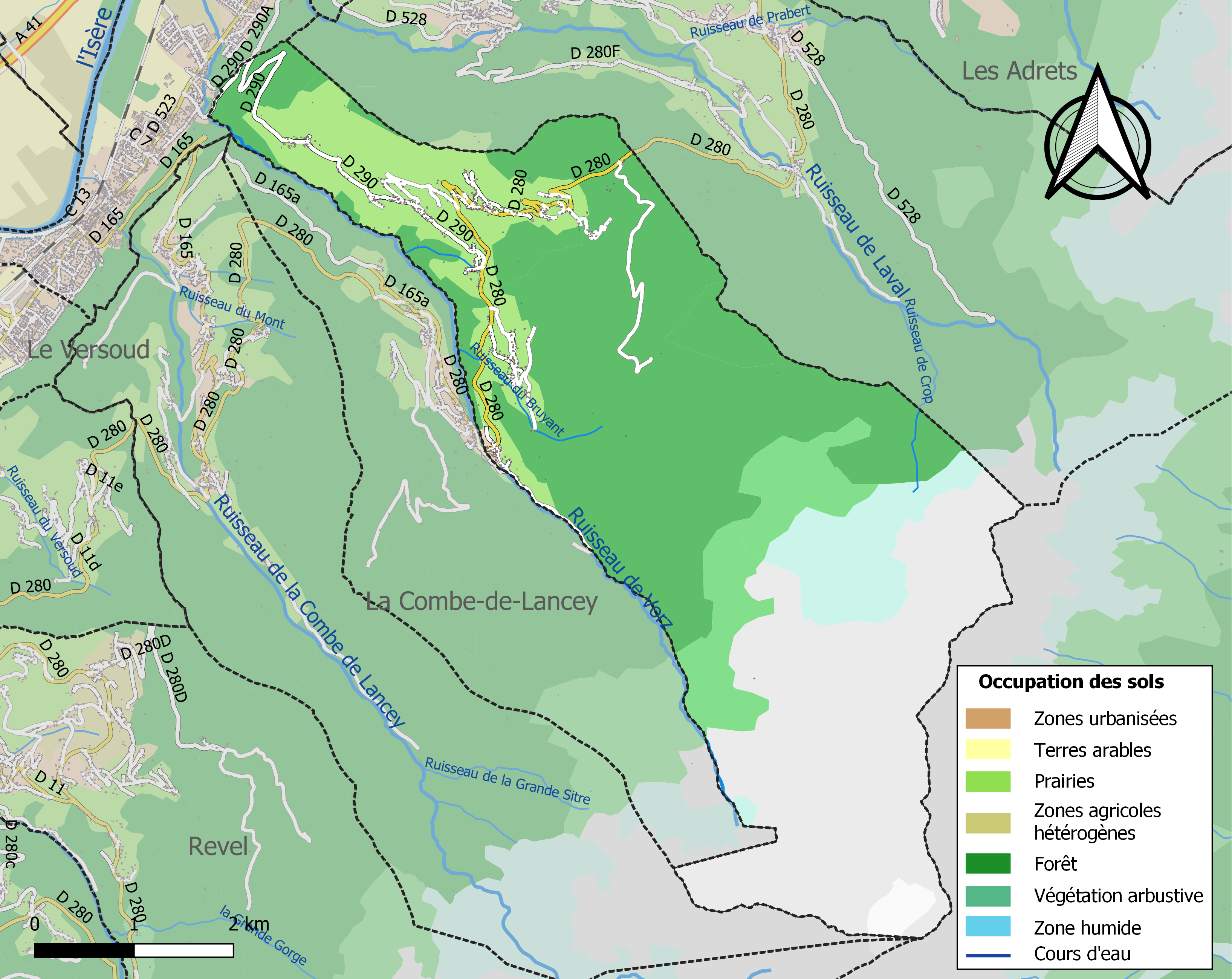
Carte des infrastructures et de l'occupation des sols de la commune en 2018 (CLC).

### Risques naturels et technologiques

#### Risques sismiques
L'ensemble du territoire de la commune de Sainte-Agnès est situé en zone de sismicité no 4 (sur une échelle de 1 à 5), comme la plupart des communes de son secteur géographique, mais en limite de la zone no 3.
| Type de zone | Niveau            | Définitions (bâtiment à risque normal) |
| ------------ | ----------------- | -------------------------------------- |
| Zone 4       | Sismicité moyenne | accélération = 1,6 m/s2                |

## Politique et administration

### Liste des maires
| Période                                  | Période  | Identité             | Étiquette | Qualité    |
| ---------------------------------------- | -------- | -------------------- | --------- | ---------- |
| Les données manquantes sont à compléter. |          |                      |           |            |
| avant 1988                               | ?        | Félix Guillaud       |           |            |
| 2001                                     | 2014     | Claude Blanc-Coquand | UMP       |            |
| 2014                                     | 2020     | Alain Rimet          | SE        | Architecte |
| 2020                                     | En cours | Richard Latarge      |           |            |

### Politique environnementale
La commune se retrouve en pointe de la transition énergétique avec l'utilisation massive des ressources environnantes. 170 m2 de panneaux solaires sont installés sur le toit de l'église. Elle possède aussi une micro-centrale hydroélectrique d'appoint sur le torrent du Vorz, qui permet l'alimentation du village et fait de Sainte-Agnès une commune pilote de la ressource eau avec Megève, Valloire.

## Population et société

### Démographie
L'évolution du nombre d'habitants est connue à travers les recensements de la population effectués dans la commune depuis 1793. Pour les communes de moins de 10 000 habitants, une enquête de recensement portant sur toute la population est réalisée tous les cinq ans, les populations de référence des années intermédiaires étant quant à elles estimées par interpolation ou extrapolation. Pour la commune, le premier recensement exhaustif entrant dans le cadre du nouveau dispositif a été réalisé en 2004.

En 2022, la commune comptait 565 habitants, en évolution de −0,35 % par rapport à 2016 (Isère : +3,07 %, France hors Mayotte : +2,11 %).
| 1793 | 1800 | 1806 | 1821 | 1831 | 1836 | 1841 | 1846 | 1851 |
| ---- | ---- | ---- | ---- | ---- | ---- | ---- | ---- | ---- |
| 645  | 823  | 621  | 850  | 917  | 820  | 851  | 868  | 866  |

| 1856 | 1861 | 1866 | 1872 | 1876 | 1881 | 1886 | 1891 | 1896 |
| ---- | ---- | ---- | ---- | ---- | ---- | ---- | ---- | ---- |
| 800  | 789  | 772  | 765  | 742  | 677  | 716  | 626  | 607  |

| 1901 | 1906 | 1911 | 1921 | 1926 | 1931 | 1936 | 1946 | 1954 |
| ---- | ---- | ---- | ---- | ---- | ---- | ---- | ---- | ---- |
| 608  | 518  | 504  | 404  | 368  | 354  | 335  | 282  | 363  |

| 1962 | 1968 | 1975 | 1982 | 1990 | 1999 | 2004 | 2006 | 2009 |
| ---- | ---- | ---- | ---- | ---- | ---- | ---- | ---- | ---- |
| 313  | 241  | 228  | 308  | 406  | 455  | 521  | 516  | 532  |

| 2014 | 2019 | 2022 | - | - | - | - | - | - |
| ---- | ---- | ---- | - | - | - | - | - | - |
| 565  | 554  | 565  | - | - | - | - | - | - |

### Médias
Historiquement, le quotidien à grand tirage Le Dauphiné libéré consacre, chaque jour, y compris le dimanche, dans son édition du Grésivaudan, un ou plusieurs articles à l'actualité de la communauté de communes, ainsi que des informations sur les éventuelles manifestations locales, les travaux routiers, et autres événements divers à caractère local.
La commune est située sur l'aire de diffusion de radio Ici Isère, une radio publique qui émet sur tout le territoire du département de l'Isère.

## Culture locale et patrimoine

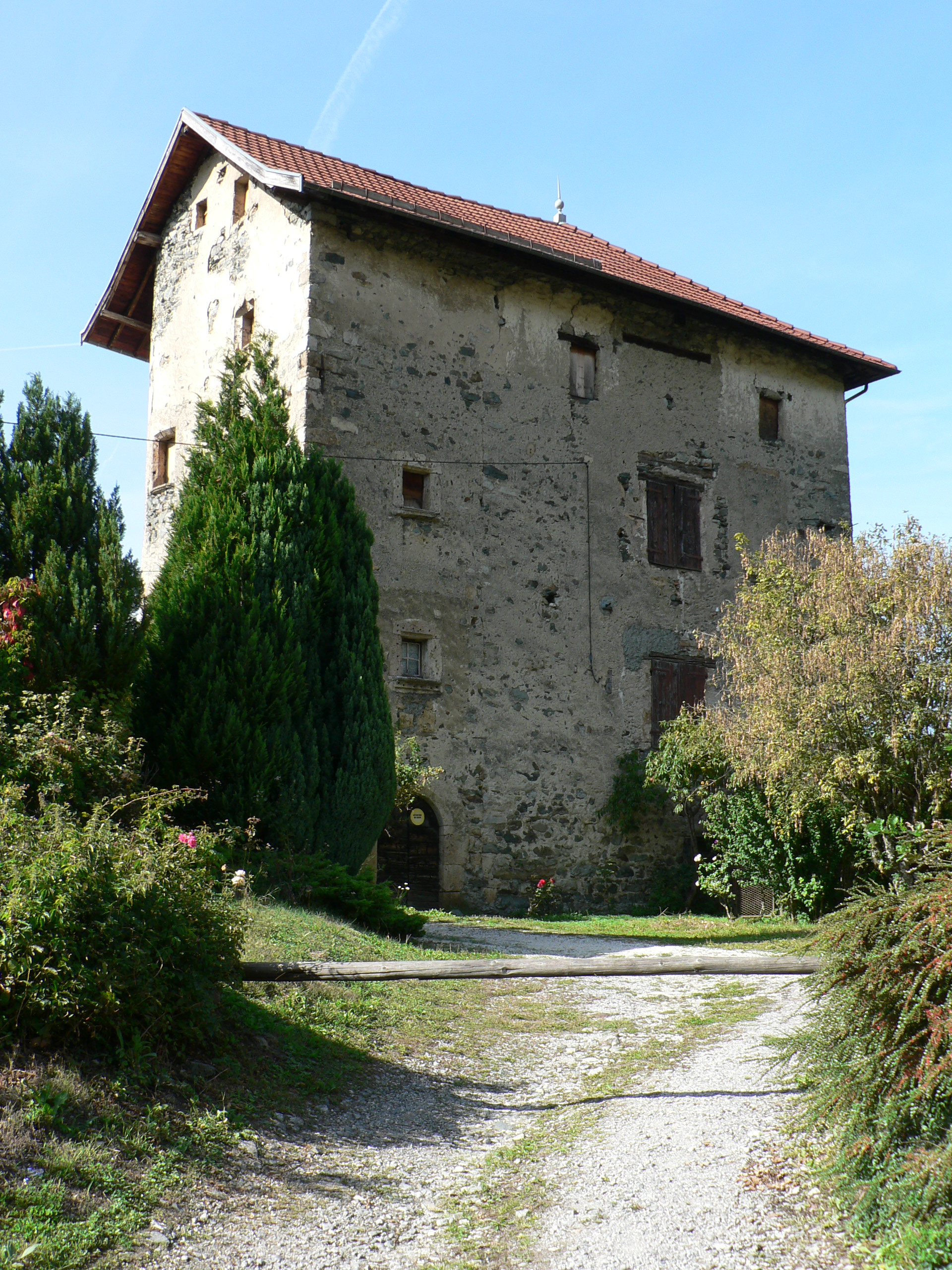
La maison forte du Fay.

### Lieux et monuments

#### Patrimoine civil
- La maison forte du Fay, des XIVe et XVe siècles[19].
- La tour de Châteauroux, ou de Monteymond, construite probablement au XIIIe siècle par les Seigneurs de Commiers[19].

#### Patrimoine religieux

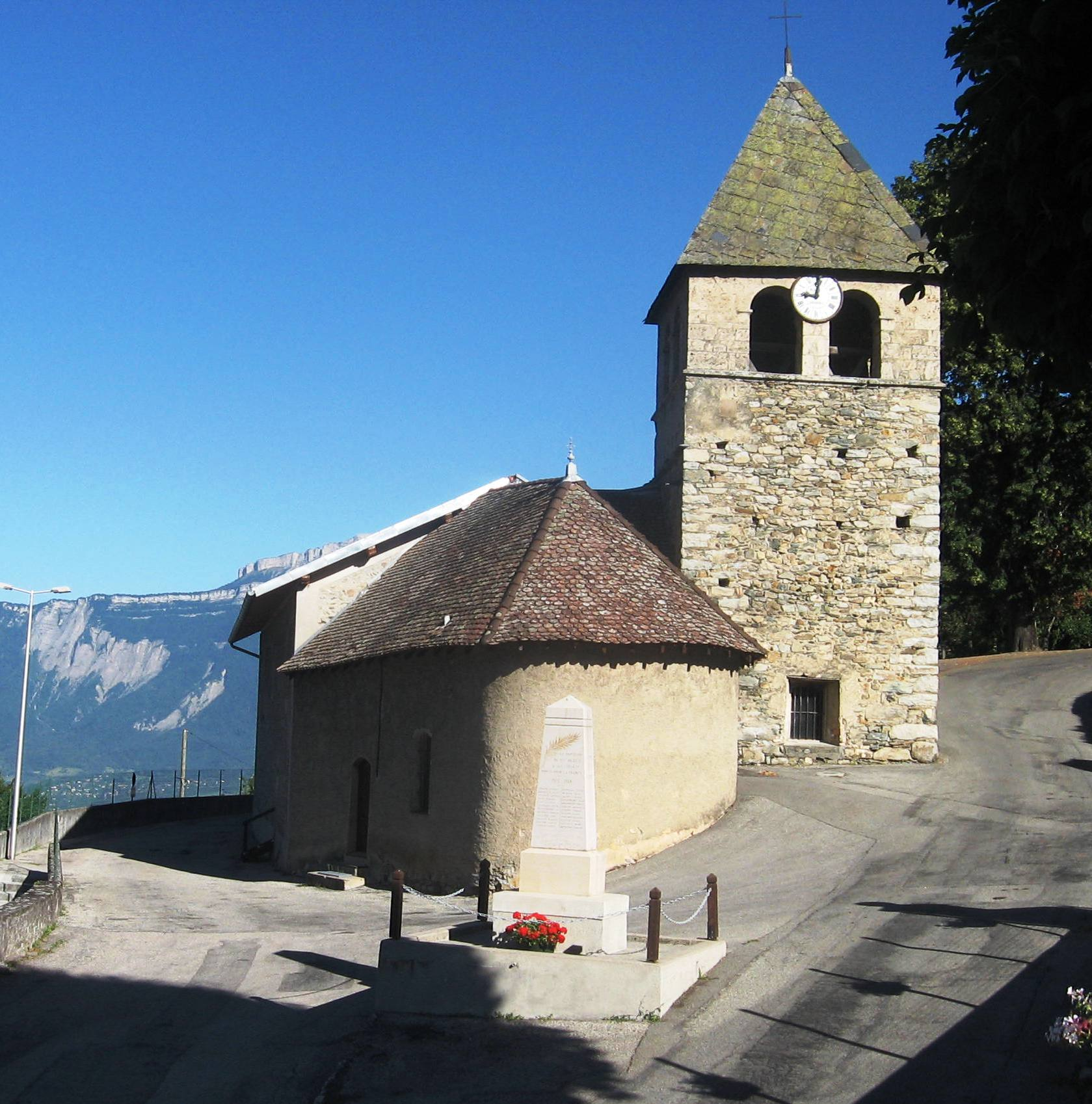
L'église et le monument aux morts.

- L'église Sainte-Agnès, du XIe siècle[19].

### Personnalités liées à la commune
- Puissante famille des Commiers au XIVe siècle.
- Jean Rosset, sculpteur sur bois, est né à Sainte-Agnès en 1937, y a vécu et travaillé.

### Héraldique
|  | Sainte-Agnès (Isère) possède des armoiries dont l'origine et le blasonnement exact ne sont pas disponibles. |